# Йожеф Браун
Йожеф Браун (угор. József Braun, 26 лютого 1901, Будапешт — 15 лютого 1943, Харків) — угорський футболіст, що грав на позиції правого крайнього нападника. По завершенні ігрової кар'єри — тренер.
Виступав, зокрема, за клуб МТК (Будапешт), а також національну збірну Угорщини.

## Клубна кар'єра
У дорослому футболі дебютував 1916 року виступами за команду клубу МТК (Будапешт), в якій провів дванадцять сезонів. 
Протягом 1929—1930 років захищав кольори американських клубів «Бруклін Хакоах» і «Бруклін Вондерерс».

## Виступи за збірну
1918 року дебютував в офіційних матчах у складі національної збірної Угорщини. Протягом кар'єри у національній команді, яка тривала 9 років, провів у формі головної команди країни 18 матчів, забивши 11 голів.
У складі збірної був учасником  футбольного турніру на Олімпійських іграх 1924 року у Парижі.

## Кар'єра тренера
Розпочав тренерську кар'єру невдовзі по завершенні кар'єри гравця, 1932 року, очоливши тренерський штаб клубу «Лученек».
1934 року став головним тренером команди «Слован», тренував команду з Братислави три роки.
Згодом протягом 1937–1939 років очолював тренерський штаб клубу МТК (Будапешт).
Останнім місцем тренерської роботи був клуб «Слован», головним тренером команди якого Йожеф Браун був протягом 1938 року.
Помер 15 лютого 1943 року на 42-му році життя у місті Харків.